# Santuario della Madonna del Carmine (Luino)
Il santuario della Madonna del Carmine è una chiesa sita nel comune di Luino, in provincia di Varese, un tempo parte del convento dei carmelitani.

## Storia
La fondazione del santuario si deve al frate laico Jacopo Luini, che successivamente ricevette la beatificazione. Il cantiere fu avviato nel 1477 e si concluse nei primi anni del XVI secolo.
La prima cappella fu aggiunta nel 1544, come testimonia la data riportata nei cartigli degli affreschi che ne adornano pareti e volta. Si assistette a un ulteriore ampliamento dell'edificio dopo il 1665, quando vennero edificate due nuove cappelle laterali a distanza di alcuni decenni l'una dall'altra.
Presso la chiesa dei frati carmelitani, fu istituita la confraternita della Vergine Maria del Monte Carmelo, approvata dalla curia arcivescovile nel febbraio 1665, i cui ascritti avevano facoltà di portare l’abito di colore oscuro con mantelletta bianca (come è riportato in occasione della visita del Cardinale Giuseppe Pozzobonelli alla Pieve di Bedero).
Alla fine del Settecento fu abolito il convento: "nell'anno 1778, addì 5 Novembre, perché mancante del numero canonico dei Religiosi, il piccolo convento di Luino appartenente alli Reverendi Padri dell'Ordine Carmelitani, con dispaccio di S. Maestà Giuseppe II, venne soppresso". Il patrimonio stabile della Comunità monastica - convento, terreni e cascine, avuti in donazione nell'arco di tre secoli - e i mobili e le piante del piazzale antistante al tempio, vennero venduti all'incanto. 

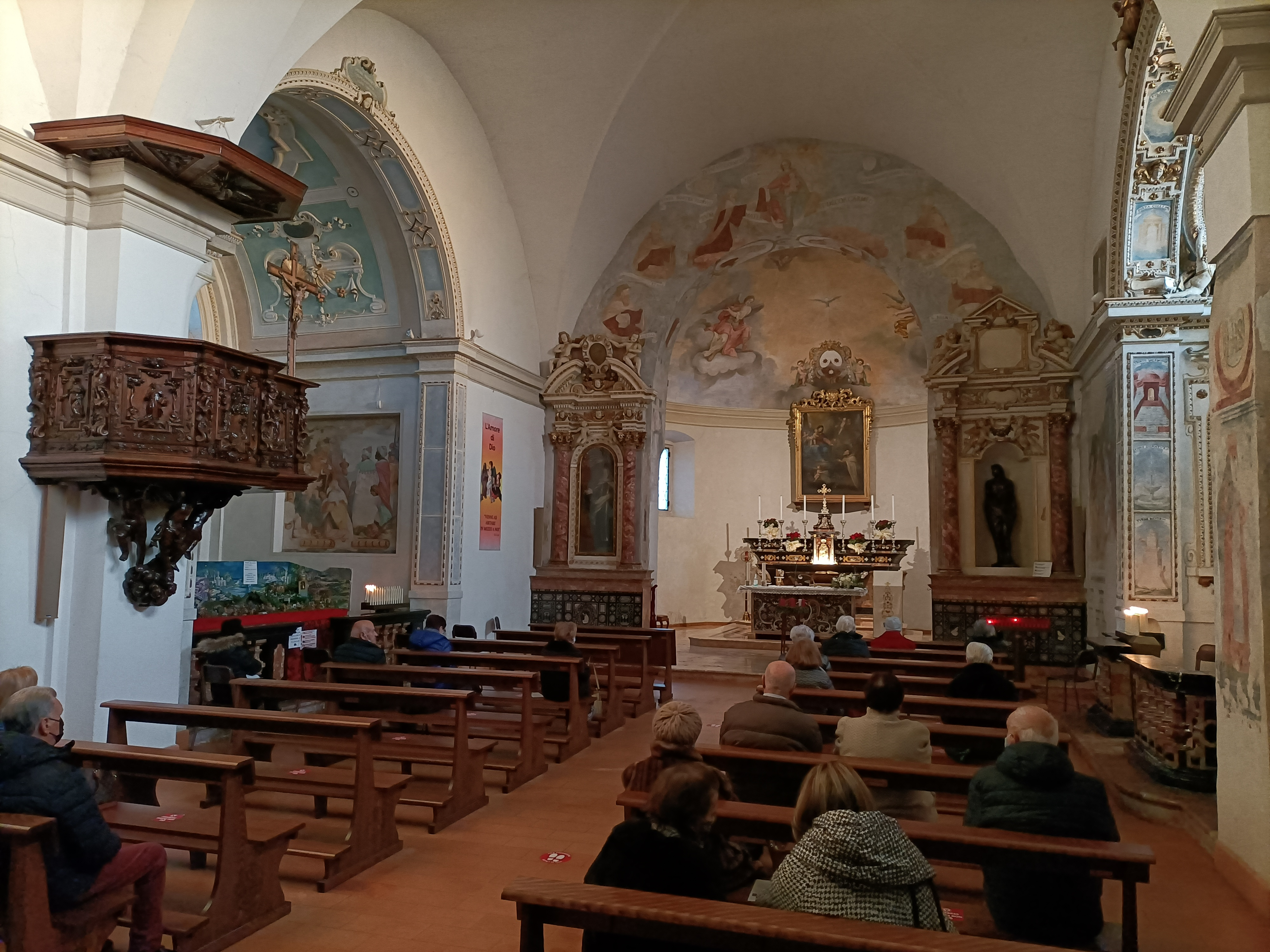
Interno

Il primo importante restauro dell'edificio risale al 1987 e fu diretto dall'architetto Fiorenzo Ramponi. Gli interventi riguardarono il presbiterio, le pavimentazioni, l'impiantistica, l'apparato pittorico, gli esterni e la copertura, che rivide il rifacimento del manto in coppi.

## Architettura
L'impianto originale della chiesa è ancora ben leggibile nell'attuale struttura: la navata, illuminata da finestre termali, è scandita in due campate coperte con volte a crociera e separate da un arco a sesto acuto. Risale probabilmente allo stesso periodo anche l'abside a terminazione semicircolare coperta da una calotta emisferica. Le cappelle laterali, una risalente al 1665 e l'altra all'inizio del XVIII secolo, sono ornate da stucchi.
La facciata si presenta a capanna e ad essa è addossato un piccolo portico a copertura del portale d'ingresso, sostenuto da due colonne doriche in granito di Baveno che fu edificato durante i lavori di ampliamento della seconda metà del XVII secolo.
L'organo posto sulla cantoria in controfacciata è opera del 1857 di Francesco Carnisi. I confessionali e il pulpito lignei risalgono invece al 1687.
I più importanti affreschi della chiesa si trovano nella prima cappella a sinistra dell'ingresso, interamente rivestita sulle pareti con scene sacre realizzate nel 1544. Si trovano la Natività, l'Annunciazione e la Crocifissione sulla parete di fondo, mentre nell'intradosso dell'arco di che separa la cappella dalla navata si trovano dei medaglioni con Profeti e Santa Caterina.
Il portale d'ingresso è composto da due spalle decorate e un architrave che riporta lo stemma dei conti Rusca, all'epoca feudatari di Luino, e festoni (che rendono possibile la datazione entro il 1497), sopra il quale si trova una lunetta che racchiude un gruppo scultoreo in terracotta raffigurante la Madonna con Bambino.
Il campanile seicentesco sorge in corrispondenza dell'abside. La copertura presenta una struttura lignea che sorregge le falde rivestite in coppi, mentre la pavimentazione è in cotto, posta durante le opere di restauro conservativo tra il 1987 e il 1990.

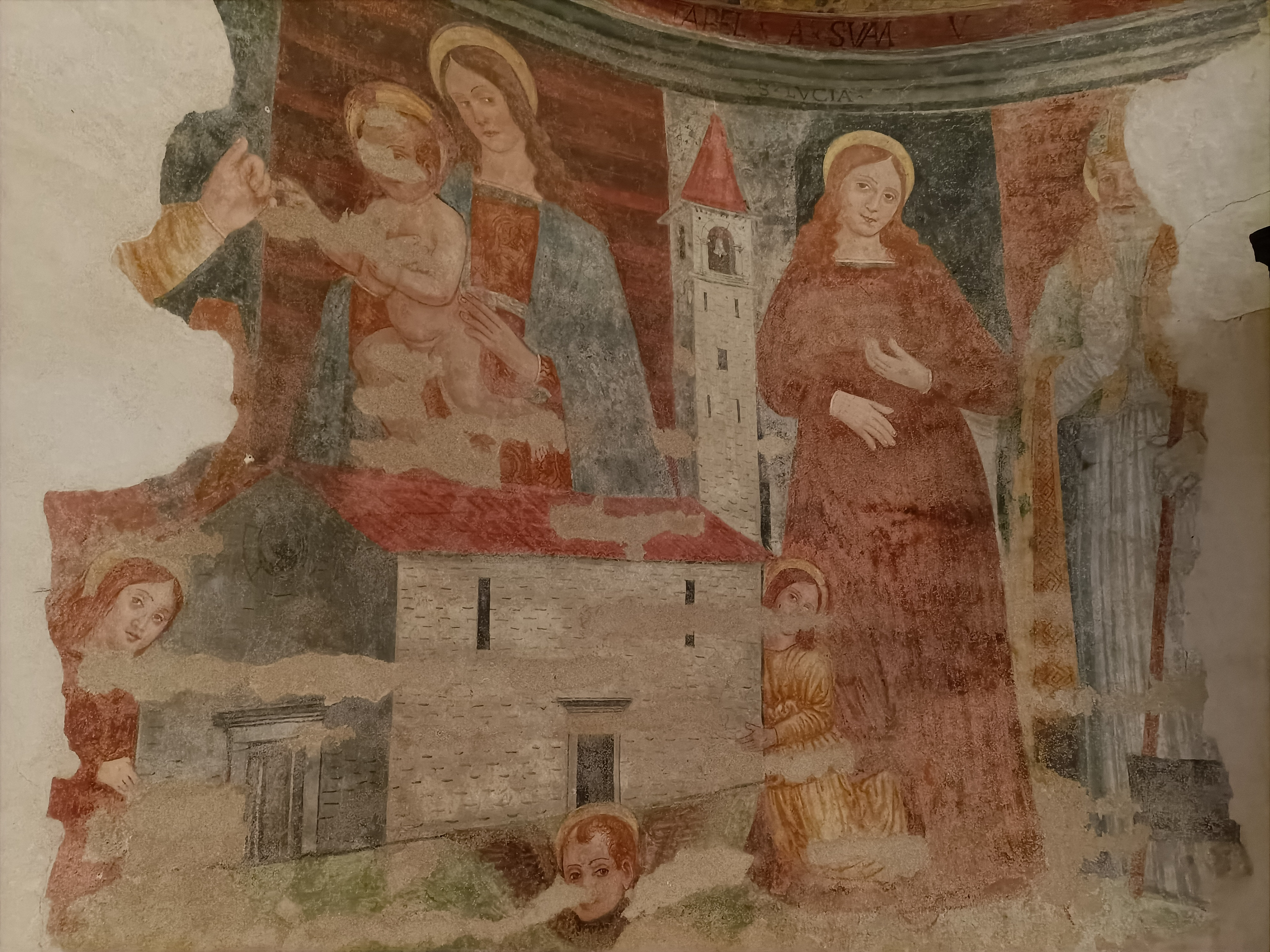
Offerta della chiesa alla Madonna, affresco
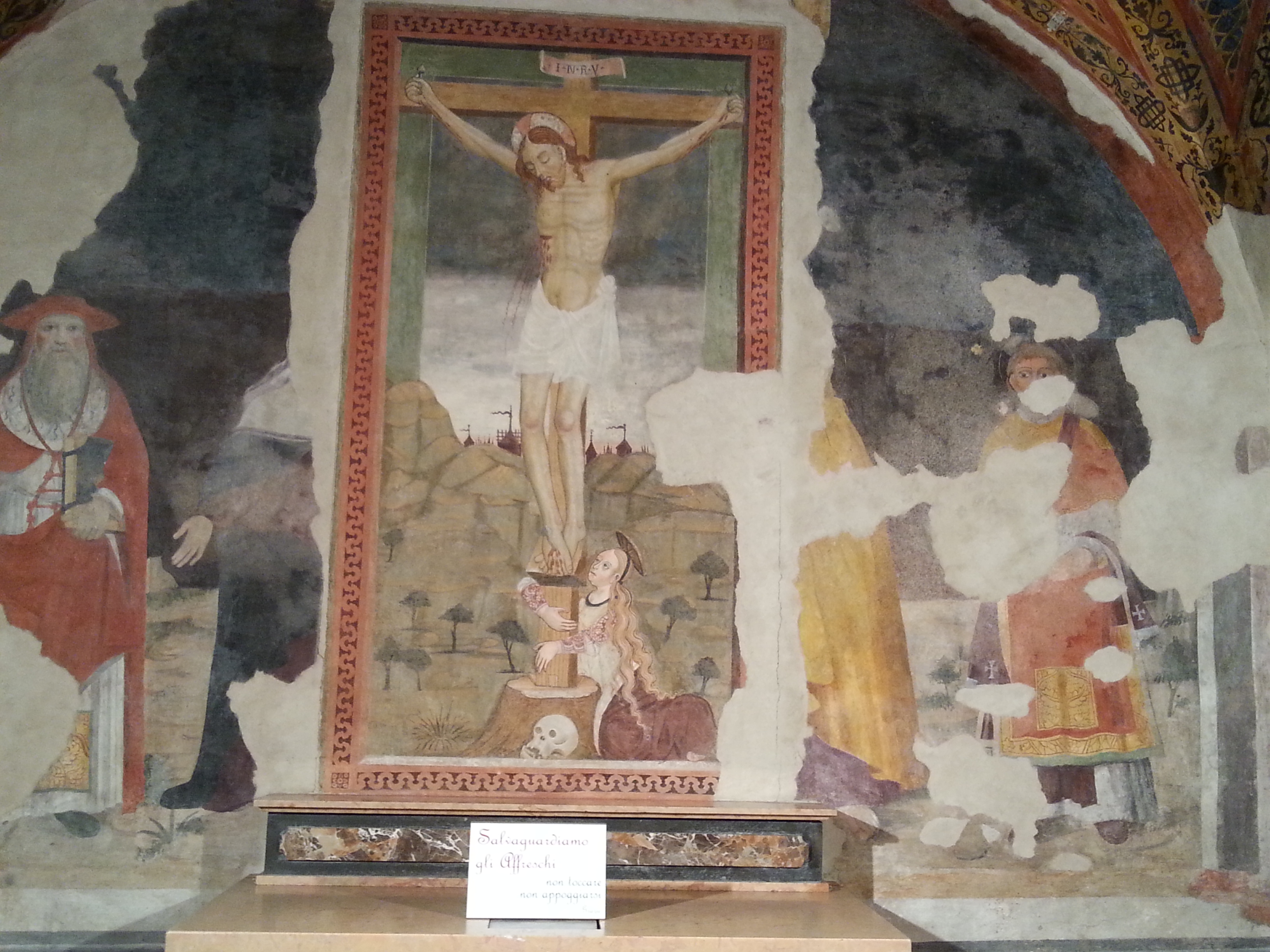
Guglielmo da Montegrino, Crocifissione con la Maddalena
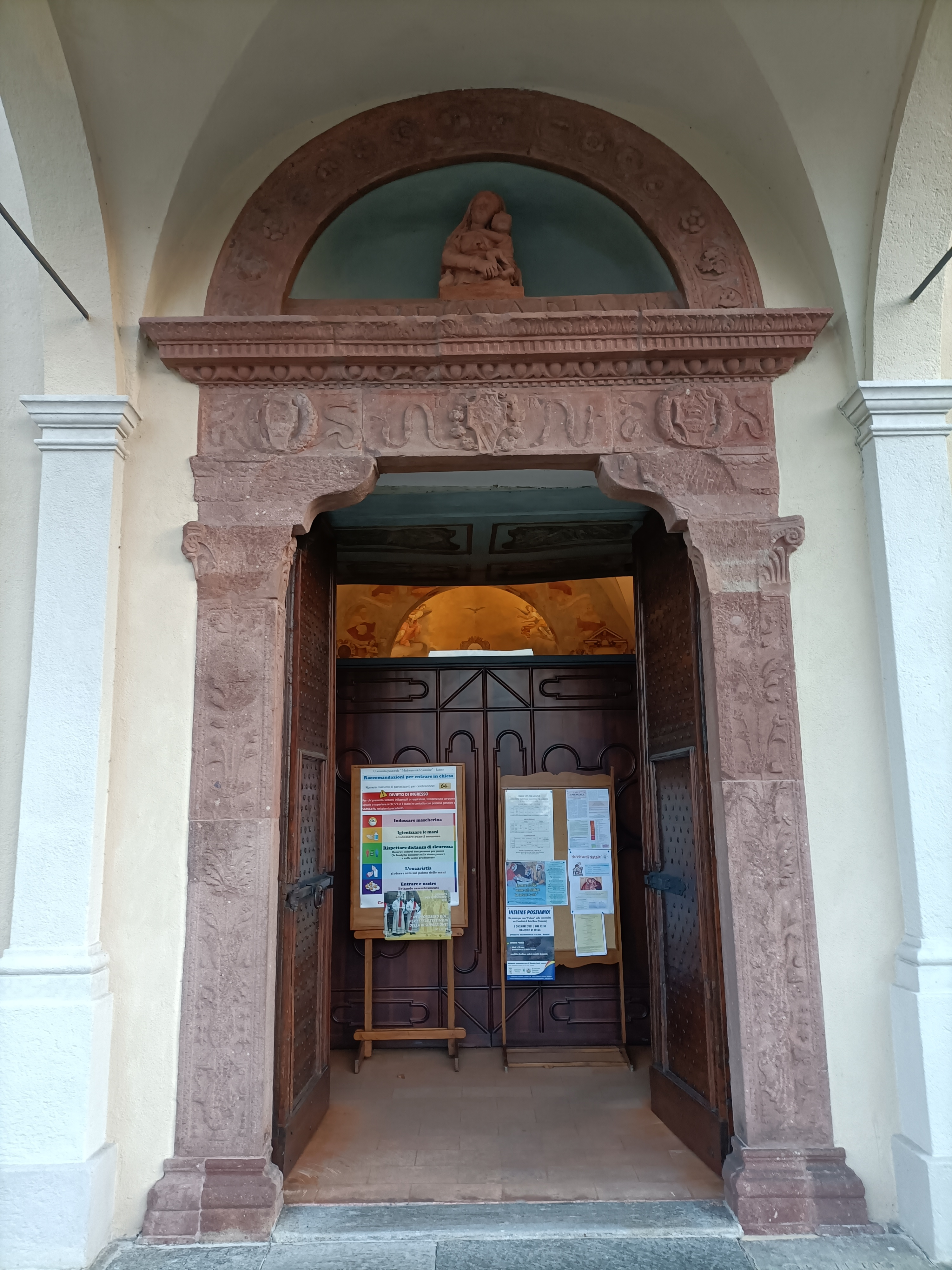
Portale rinascimentale in arenaria rossa